# Max Kaempfert
Max Kaempfert (* 3. Januar 1871 in Berlin; † 2. Juni 1941 in Solothurn) war ein deutsch-schweizerischer Komponist und Dirigent.

## Leben
Er studierte am Konservatorium Paris und an der königlichen Musikschule in München.
Zwischen 1894 und Sept. 1898 war er in München, zuerst als Geiger und ab 1895 auch als Dirigent der populären Konzerte des Kaim´schen Philharmonischen Orchesters, dem Vorgänger der Münchner Philharmoniker. 1897 gründete er dort eine „Orchesterschule für Dilettanten“. Eine weitere Orchestererfahrung sammelte er in Eisenach. 1899 wechselte er nach Frankfurt am Main. 1915 wurde er dort zum Universitätsmusikdirektor ernannt und war viele Jahre Kapellmeister des Palmengartenorchesters. 1923 zog es ihn in die Schweiz. In Solothurn gründete er eine eigene Musikschule und leitete verschiedene Orchester.
Verheiratet war er mit der kgl. württembergischen Kammersängerin Anna Kaempfert (1877–1949).
Er komponierte Opern, Operetten, Instrumental- und Vokalwerke.

## Werke

### Rhapsodien, Werke für Blasorchester
- ca. 1905 Deutsche Rhapsodie Nr. 1
- ca. 1905 Rhapsodie Nr. 2 (mit Benutzung von schwäbischen Volksliedern), Op. 89
- ca. 1905 Der Mai! - Rhapsodie Nr. 3 (mit Benutzung von deutschen Volks-(Mai-)liedern), Op. 90
- ca. 1905 Schwäbische Rhapsodie Nr. 4 (mit Benutzung von schwäbischen Volksliedern) - Untertitel: Hie guet Würtemberg alleweg
- 1929 Liselotte Gavotte
- 1931 Arosa Intermezzo
- 1934 Solothurner Rhapsodie No. 7 (mit Benutzung von Schweizer Volksweisen) für Grosses Orchester, Salonorchester (Spezialarrangement), Trio, Harmoniemusik und Blechmusik (schweizer und deutsche Besetzung).
- 1935 Alt Bern Rhapsodie No. 8 (mit Benutzung von Schweizer Volksweisen)
- 1938 Vorwärts! Flak! Marsch
- 1939 Ein Bergmannsfest - La fête des mineurs - The festival of the minor Rhapsodie Nr. 9 mit Benützung von alten deutschen Bergmannsliedern

- Grande-Duchesse Marie-Adélaïde

### Kammermusik
- 1898 Steckenpferdchen Op. 8, Musikalischer Scherz f. Streichorchester Berlin, Ries & Erler.
- 1929 Die Puppen der kleinen Elisabeth Puppenmusik für Violine oder Violinenchor und Klavier
- 1929 Zwergmusik zu Ernst Kreidolf's Bilderbuch „Ein Wintermärchen“ für 2 Violinen oder Violinenchor und Schellen
- 1930 Windmühlen-Idyll für Violine (I. Lage) oder Violinenchor und Klavier
- 1931 6 kleine Serenaden für Violine (I. Lage) oder Violinenchor und Klavier
- 1931 Des kleinen Wolfgangs Puppentheater Suite für Violine (I. Lage) oder Violinenchor und Klavier
- Die Spitzenfee von St. Gallen, Suite für Violine (1. Lage) oder Violinenchor und Klavier

### Andere Werke
- 1897 Op. 5. Gambrinus-Marsch f. Pfte. Mk 1,20. Berlin, Ries & Erler.
- 1897 Op. 6. Liebesneckereien. Tändelei f. Pfte. Berlin, Ries & Erler.
- 1897 Spanisch Op.9, Spanisch f. Streichorch., Harfe, Castagnetten u. Tambourin. Berlin, Ries & Erler.
- 1897 Op. 7. Rumänischer Marsch f. Pfte. Mk 1,20. Berlin, Ries & Erler.
- 1897 Op. 11. Storch-Marsch f. Pfte. Mk 1,20. Berlin, Ries & Erler.
- 1906 Altdeutscher Marsch (Mit Benutzung dreier Melodien aus dem 16. Jahrhundert)
- 1913 Maskenzug

- 1922 La Bella Valenciana
- 1929 Musik zum Märchen „Hänsel und Gretel“ nach Brüder Grimm für 2 Violinen oder Violinenchor und Hexenbesen
- 1929 Schneewittchen-Tanz aus der „Zwergmusik“ zu Ernst Kreidolf's Bilderbuch „Ein Wintermärchen“
- 1930 Volkskinderlieder und Volkskinderspiele aus Elisabeth Noack „Mein erstes Singbuch“. Teil 1 - Zum Singen und Spielen
- 1930 Ein Johannisnachtstraum - Le Rêve de la Saint-Jean für Violine … oder Violinenchor, Klavier, einstimmigen Kinder- oder Frauenchor, Streichquintett (ad lib.) u. Glöckchen (ad lib.)
- Der Schatz des Sultans Oper, Libretto von Julius Beck (1898)
- Der tote Gast Oper
- Der Hausfrieden Suite für grosses Orchester
- Karl Schwarzlose-Marsch